# Meri Ilmarinen
Meri Ilmarinen, née le 4 juin 1991, est une haltérophile finlandaise.

## Palmarès

### Championnats d'Europe
- 2018 à Bucarest
  -  Médaille de bronze en moins de 75 kg.